# Космос-1077
Космос-1077 је један од преко 2400 совјетских вјештачких сателита лансираних у оквиру програма Космос.
Космос-1077 је лансиран са космодрома Плесецк, СССР, 18. фебруара 1979. Ракета-носач Р-7 Семјорка (рус. Семёрка) (8К71, НАТО ознака SS-6 Sapwood) са додатим степеном је поставила сателит у орбиту око планете Земље. Маса сателита при лансирању је износила 4000 килограма. Космос-1077 је био сателит намијењен за електронско извиђање, јављање и навођење.